# Lentåtel
Lentåtel (Holcus mollis) är en växtart i familjen gräs. 